# ENSO CLM P1/01
ENSO CLM P1/01, poprzednio Lotus P1/01 i CLM P1/01 (2015–2016) – samochód wyścigowy, zaprojektowany przez Paula White'a i skonstruowany przez Kodewę na licencji Lotusa. Samochód zadebiutował w sezonie 2014 mistrzostw FIA World Endurance w klasie LMP1.

## Specyfikacja
Mimo zapewnień, że P1/01 był zupełnie nowym samochodem i nie wykorzystywał części z poprzednika, to de facto stosował wiele rozwiązań i części Lotusa T128. Zaprojektowany został w Anglii i Niemczech, zbudowany i zmontowany w Niemczech, natomiast ścigał się na rumuńskiej licencji. Początkowo miał nosić nazwę T129.
Nadwozie samochodu stanowił monokok z kompozytów węgla, z których wykonano także karoserię. Turbodoładowany silnik o konfiguracji V6 został wyprodukowany przez AER. Napęd przenoszony był za pośrednictwem sześcioprzekładniowej sekwencyjnej skrzyni biegów. Niezależne zawieszenie zawierało podwójne wahacze i regulowane amortyzatory. Układ hamulcowy stanowiły tarcze i klocki hamulcowe. Pojazd ważył 850 kg.

## Prezentacja
Testy i prezentacja samochodu opóźniły się; ostatecznie został zaprezentowany 12 czerwca 2014 roku. Szef operacji LMP Lotusa, Boris Bermes, uzasadnił to opóźnienie zmianą dostawcy silników. Początkowo Lotus miał umowę z Audi, i w związku z tym projektował samochód pod silnik V8. Audi jednak zrezygnowało w grudniu 2013 roku. Nowym dostawcą został AER, co wymagało kompletnego przeprojektowania samochodu pod kątem silnika V6 turbo. Testy zderzeniowe P1/01 zaliczył w kwietniu 2014 roku.
Planowanymi kierowcami samochodu na sezon 2014 byli Christijan Albers, Christophe Bouchut, Thomas Holzer, Pierre Kaffer i James Rossiter. Wskutek braku testów Lotus opuścił trzy pierwsze eliminacje sezonu, debiutując na torze Circuit of the Americas.